# Batasio sharavatiensis
Batasio sharavatiensis är en fiskart som beskrevs av Bhatt och Jayaram 2004. Batasio sharavatiensis ingår i släktet Batasio och familjen Bagridae. IUCN kategoriserar arten globalt som starkt hotad. Inga underarter finns listade.